# Беляви (Любуське воєводство)
Беляви (пол. Bielawy, нім. Bielawe, 1936-1945: Lindenkranz) — село в Польщі, у гміні Седлисько Новосольського повіту Любуського воєводства.
Населення — 1031 особа (2011).
У 1975-1998 роках село належало до Зеленогурського воєводства.

## Демографія
Демографічна структура станом на 31 березня 2011 року:
|          | Загалом | Допрацездатний вік | Працездатний вік | Постпрацездатний вік |
| -------- | ------- | ------------------ | ---------------- | -------------------- |
| Чоловіки | 534     | 149                | 347              | 38                   |
| Жінки    | 497     | 108                | 309              | 80                   |
| Разом    | 1031    | 257                | 656              | 118                  |